# Барнуел (окръг, Южна Каролина)
Окръг Барнуел (на английски: Barnwell County) е окръг в щата Южна Каролина, Съединени американски щати. Площта му е 1443 km², а населението – 20 589 души (1 април 2020). Административен център е град Барнуел.